# 矛神龍屬

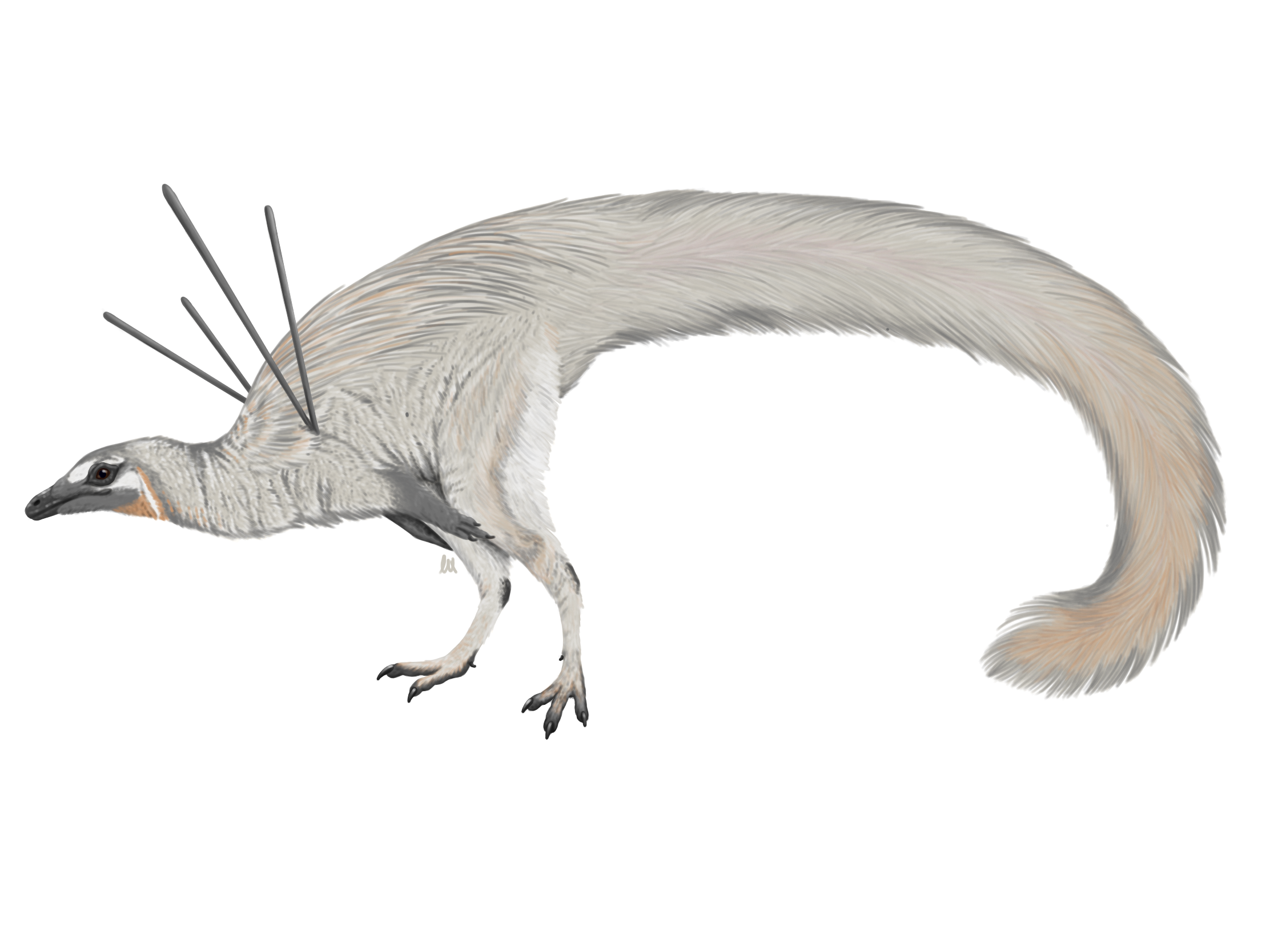
復原圖，展示了矛神龙直立的“鬃毛”

矛神龙属（"Ubirajara"）是一種美颌龙科兽脚类恐龙的非正式名稱，生存于早白堊世，化石發現於巴西的克拉图组。

## 发现与命名
工人们从新奥林达和圣安娜-杜卡里里之间的一个采石场中发现许多化石。1995年，这些化石由斯图加特州立博物馆收购，并在获得出口许可证后移至德国。
据称，这批化石是1995年从巴西非法进口到德国的，因为巴西法律不允许从其领土上移走化石，也不允许在没有至少一位巴西科学家参与的情况下进行化石研究。因此，巴西科学家正在为这些化石的遣返而奔走。
其中一件标本是块石板，但已经被工人分开，表面仅显示出模糊的痕迹。多年后，用锋利的钢销和X光照片进行的进一步准备工作使“恐龙弗雷”（矛神龙的叙述者之一）在其中发现了一具小型兽脚类骨骼。
2020年，模式种长鬃矛神龙（"U. jubatus"）由罗伯特·S·H·史密斯（Robert S. H. Smyth）、大卫·迈克尔·马丁（David Michael Martill）、埃伯哈德·弗雷（Eberhard Frey）、赫克托·爱德华多·里维拉·希尔瓦（Hector Eduardo Rivera-Sylva）和诺伯特·伦茨（Norbert Lenz）命名并叙述。属名在图皮语中意为“长矛之神”，指其肩膀上四根夸张的长矛状装饰物；而种名jubatus在拉丁语中意为“有鬃毛的”，指其背部的原始羽毛。
新物种发表后不久，叙述论文因标本所涉及的伦理问题而被临时删除。文章缺乏实体出版物和正确的ZooBank注册，使“矛神龙”成为一个裸名。
正模标本SMNK PAL 29241发现于克拉图组，可追溯到阿普第阶，约有1.15亿年的历史。它由一出缺少颅骨的骨骼组成，保存了十三节背椎、两节骶椎、肩带、左前肢、一个颈肋、七个背肋、十五个腹肋和几乎完整的左臂。除了骨髂以外，化石还保留了躯干的羽毛、皮肤以及手爪角蛋白鞘的残留物。此外，腹腔中保存了一些颗粒状结构，被认为是器官残骸，然而，研究者最终得出的结论是躯干中的颗粒状结构是脂肪，即所谓的尸蜡。它们没有食物残留，因此不太可能代表肠道，而且也缺乏肠道应有的规模结构。标本可能代表一只发育未成熟的雄性动物。

## 叙述
正模标本的长度约为半米。
叙述者建立了该属两个独特的特征组合，而这些特征本身并不是唯一的。肩胛骨是肱骨长度的81％，而非等长或更长――这是其它美颌龙科所普遍具备的特征。在侧视图中，神经棘顶部轮廓比其底部长15％至27％，而不是像小坐骨龙一样等长。
标本保留了沿尾部和背部排列的“鬃毛”状原羽，它们覆盖了从手臂到爪子的全部区域。这种结构称为SMF，即细长单丝状外皮（Slender MonoFilamentous integument），它们向后延长，在第九和第十节背椎上达到了11厘米的长度。这些细丝没有分支，直径约0.3毫米，带有空心。皮肤残留物包含一系列19个矩形垂直结构，这些结构被解释为细丝的毛囊。皮肤肌肉可以让这些背部鬃毛竖立，以威慑捕食者或竞争对手；当动物平静时，这些鬃毛可以平铺在背上，以让其穿过灌木丛。正如化石所显示的那样，它们在克拉图组咸水泻湖条件下的萎缩可能会导致鬃毛在死后被激活。
化石同样显示出从其体侧突出独特的15（5.9英寸）长的丝带状外皮结构。左肩具有一对平直的细长带状物，而在论文中，作者假设在相反的右侧也存在类似的一对。上方的带状物长十五厘米，下方的带状物长十四厘米。这些结构由中央纵向嵴（0.1毫米宽）加固。上方带状物的总宽度为4.5毫米，下方带状物的总宽度为2.5毫米，两侧平行，仅在靠近远端处逐渐变细，没有任何僵化的迹象。作者将这种宽广的丝状物与幡羽风鸟（极乐鸟的一种）进行了比较，并推测这些丝带状的肩部结构可能具有展示目的，也许可以在求爱展示中竖立、振动甚至发出声音以向同类炫耀。然而，在青少年个体中存在此类展示结构是例外的。在现代今鸟类中尚未观察到这种现象，但反鸟类和虚骨龙类的左龙已有报道。作者指出，在近鸟类衍生性更高的分类群中，此类结构存在的邰位很大程度上限于尾巴及其附近区域。他们认为，这阻止了展示结构限制这些飞行物种的空气动力学性能。在这方面，非飞行动物的美颌龙科将不受肩部装饰的阻碍。简单的细丝可能演变成复杂的展示结构，这表明正羽由于展示原因而没有进化，与通常的假设相反。

## 分类
矛神龙被置于美颌龙科，作为由中华龙鸟和美颌龙所构成的演化支的姊妹物种。在这种情况下，它将是拉丁美洲已知的第二种美颌龙科，而第一种即为上文提到的小坐骨龙。此外，矛神龙也是克拉图组发现的第一个非鸟类恐龙。